# اختریان
اختریان (Cannaceae) گیاهانی چندساله و دارای زمین‌ساقه با برگ‌های قاعده‌ای به هم پیچیده هستند که به شکل ساقه‌ای راست و کاذب درآمده‌اند.